# Ürümqi (Kreis)

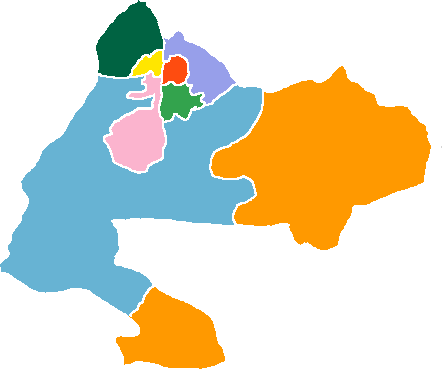
Lage des Kreises Ürümqi im Gebiet der bezirksfreien Stadt Ürümqi

Ürümqi (chinesisch 乌鲁木齐县, Pinyin Wūlǔmùqí Xiàn, uigurisch ئۈرۈمچى ناھىيىسى Ürümqi Naⱨiyisi) ist ein Kreis der bezirksfreien Stadt Ürümqi im Uigurischen Autonomen Gebiet Xinjiang der Volksrepublik China. Er hat eine Fläche von 4.212 km² und zählt 83.187 Einwohner (Stand: Zensus 2010).

## Administrative Gliederung
Der Kreis Ürümqi setzt sich auf Gemeindeebene aus drei Großgemeinden und drei Gemeinden zusammen. Diese sind:
- Großgemeinde Shuixigou (水西沟镇)
- Großgemeinde Yongfeng (永丰镇)
- Großgemeinde Banfanggou (板房沟镇)
- Gemeinde Sardaban (萨尔达坂乡)
- Gemeinde Gangou (甘沟乡)
- Gemeinde Tuoli (托里乡)